# 塔可自由鐘
塔可自由鐘（英語：Taco Liberty Bell）是指大型連鎖速食店塔可鐘所發起的一個愚人節惡作劇笑話。1996年4月1日，塔可鐘在美國7個主要報紙各做了一個整版的聲明，表示為了減少國家債務，他們買下了位於費城的自由鐘，並改名為「塔可自由鐘」。這齣笑話引發許多不知情民眾的抗議，一直到當天中午才知道「塔可自由鐘」只是場騙局。時任白宮新聞秘書Mike McCurry回應時表示，聯邦政府還把「林肯紀念堂賣給福特汽車公司，並改名為『林肯水星紀念堂』。」（林肯、水星都是福特汽車旗下品牌）
這起惡作劇被認為是相當成功的，《企業家 (雜誌)》將塔可自由鐘列為「十大成功行銷手法」之一，惡作劇博物館則將塔可自由鐘入選為「史上百大愚人節惡作劇」的第七名。